# ریون اون
ریون اون (انگلیسی: Rayvon Owen؛ زادهٔ ۲۷ ژوئن ۱۹۹۱) یک موسیقی‌دان اهل ایالات متحده آمریکا است. وی از سال ۲۰۰۵ میلادی تاکنون مشغول فعالیت بوده‌است. اون در فصل چهاردهم امریکن آیدل نهایتاً چهارم شد. اولین تک‌آهنگ وی نمی‌توانم بجنگم است.